# Identitate personală (filozofie)
La om identitatea (v. lat. idem, același) se referă la specificul ființei sale care caracterizează și îl diferențiază de alți oameni. 